# کوه گاجیسان
کوه گاجیسان (به لاتین: Gajisan) یک کوه در کره جنوبی است که در کره جنوبی واقع شده‌است. کوه گاجیسان ۱٬۲۴۰ متر بالاتر از سطح دریا واقع شده‌است.